# Практическая школа высших исследований
Практическая школа высших исследований (фр. École pratique des hautes études, сокр. EPHE) — французское государственное учреждение высшего образования, находящееся в подчинении Министерства высшего образования и научных исследований Франции. Согласно уставу, миссия Школы заключается в «развитии научных исследований и обучении через практику исследовательской работы».

## Описание
Практическая школа высших исследований является одним из пяти высших учебных заведений Франции, часть учебных корпусов которой расположена в главном здании Сорбонны. Администрация школы находится в 14-м округе Парижа. Помимо учебных корпусов Сорбонны школа занимает и другие помещения, как в самом Париже, так и других городах Франции (Нанси, Дижон, Лион, Гренобль, Монпелье, Перпиньян, Тулуза, Бордо, Кан, Французская Полинезия).
В настоящее время в школе преподают 240 профессоров (фр. Directeur d'études) и доцентов (фр. Maître de conférences). Все преподаватели распределены по трем секциям: Естественных наук (III-я секция), Исторических и филологических наук (IV-я секция) и Религиозных наук (V-я секция). Ведение исследовательской деятельности школы и обучение исследовательской практике базируется на смешанных исследовательских группах (фр.), связанных с французским Национальным центром научных исследований (CNRS), а также с другими научно-исследовательскими центрами Франции. Практическая школа имеет в своем составе три института, задача которых — распространение знаний: Европейский институт религиозных наук (фр.), Институт коралловых рифов Тихого океана (фр.) и Междисциплинарный институт исследований старения (фр.). Школа также осуществляет сотрудничество и обмен с университетами и исследовательскими центрами различных частей мира. Приоритетными зонами сотрудничества являются: Европа, Средиземноморье и Азия.
С юридической точки зрения Практическая школа высших исследований — это государственное учреждение научного, культурного и профессионального характера.

## История
Школа была создана императорским указом 31 июля 1868 года по инициативе Жана Виктора Дюрюи, министра образования при императоре Наполеоне III. Её целью было не только внедрение научно-исследовательской работы в университетский мир, но также и содействие академической подготовке посредством проведения исследований. Таким образом, по образцу германских учебных заведений, на первое место ставится практическое обучение на семинарах и в лабораториях. В одном из рапортов, представленных императору, Виктор Дюрюи подчеркивает, что в новообразованной школе преподаватели должны отличаться щедростью, наличием свободного времени для студентов и доступностью для всех. Для поступления в школу не существовало ограничений ни по учёной степени, ни по возрасту, ни по национальности. Единственным испытанием был испытательный срок, чтобы убедиться, что кандидат имеет необходимые способности и призвание, чтобы извлекать пользу из семинаров, преподаваемых на отделениях. Первоначально школа была разделена на четыре секции:
- Математика (I-я секция) под руководством Жозефа Альфреда Серре, Шарля Брио и Виктора-Александра Пюизё
- Физика и химия (II-я секция) под руководством Антуана Жерома Балара, Шарля Адольфа Вюрца и Жюля Жамена
- Естественные науки и физиология (III-я секция) под руководством Мильна-Эдвардса Анри, Жозефа Декена и Клода Бернара
- Филологические и исторические науки (IV-я секция) под руководством Фердинанда де Соссюра, Антуана Мейя и Гюстава Гийома

По образцу IV-й секции в 1886 году была образована секция религиозных наук (V-я секция). В этой секции работали и преподавали Марсель Мосс, Жорж Дюмезиль, Морис Луи Верн, Клод Леви-Стросс, Этьен Жильсон, Александр Койре, Люсьен Февр и др.
В 1869 году была открыта секция экономики, которая не получила развития. Однако на её базе в 1947 году была учреждена VI-я секция — экономических и социальных наук. В 1975 году эта секция получила официальную автономию и стала называться Высшей школой социальных наук.
В 1986 году были упразднены I-я и II-я секции, частично они были интегрированы в университеты и в Национальный центр научных исследований Франции.